# Astyanax intermedius
Astyanax intermedius es una especie de pez de la familia Characidae en el orden de los Characiformes.

## Hábitat
Vive en zonas de clima tropical.

## Distribución geográfica
Se encuentran en Sudamérica: cuenca del río Paraíba do Sul y ríos costeros del estado de Río de Janeiro (Brasil).